# 뇨후루 어빌룬

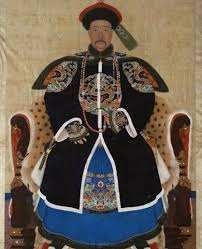

뇨후루 어빌룬(만주어: ᠨᡳᠣᡥᡠᡵᡠ
ᡝᠪᡳᠯᡠᠨ Niohuru Ebilun, 한국 한자: 鈕祜祿 遏必隆 뉴호록 알필륭, ? ~ 1673년)은 청 제국 초기의 대신이자 정치인(강희제의 섭정)이다.

## 생애
만주 양황기(鑲黃旗) 출신이다. 누르하치의 심복이자 개국공신인 어이두(額亦都)의 16번째 아들로, 어머니는 누르하치의 딸 무쿠션(穆庫什)이다. 순치제가 후계자 강희제를 위해 임명한 보정대신 중 한 명이다. 어빌룬은 오보이에게 협조하여 숙사하를 모함하여 죽였다.

## 같이 보기
- 니오후루 어이두
- 허셔리 소닌
- 나라 숙사하
- 구왈갸 오보이